# La cuoca
La cuoca è un dipinto del pittore italiano Bernardo Strozzi realizzato in olio su tela (176x185cm) intorno al 1625 a Genova. È conservato a Genova, nei Musei di Strada Nuova (Palazzo Rosso).

## Storia
Il dipinto è ricordato per la prima volta nell'inventario dei beni di Gio. Francesco I Brignole-Sale del 1683, come "Animali e figura di donna che sta cucinando del Prete Cappuccino". Inizialmente collocato nella villa suburbana di famiglia nel quartiere di Albaro venne spostato alla fine del Settecento nelle sale di Palazzo Rosso, che fu donato con tutta la sua collezione, al Comune di Genova nel 1874 dalla Duchessa di Galliera Maria Brignole-Sale De Ferrari.
Il titolo di "Cuoca" è moderno; in realtà doveva trattarsi di una fantesca, in quanto, erano sempre di sesso maschile i cuochi nelle cucine dei palazzi patrizi, come quella rappresentata nel dipinto, riconoscibile dalla preziosa stagnara in argento cesellato.
In base a considerazioni stilistiche, è ritenuta dai critici opera della maturità del pittore.
Strozzi ne realizzò una seconda versione, con alcune variazioni fra cui la stagnara diventata una più modesta mezzina dettaglio imputabile a una diversa committenza, presente alla sua morte nel suo studio a Venezia e oggi conservata nella National Gallery of Scotland. 

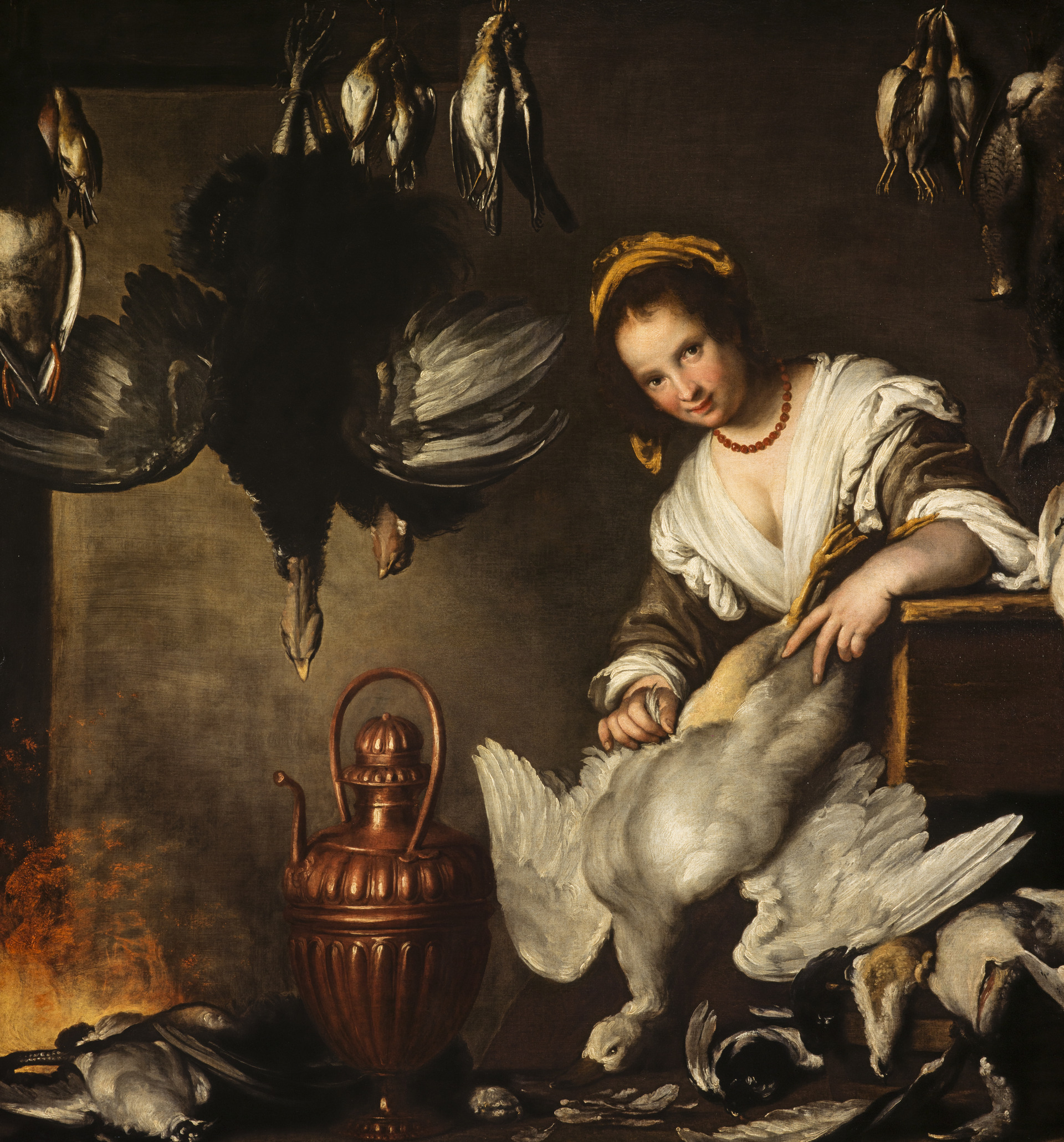
La cuoca, versione della National Gallery of Scotland

## Descrizione
Il soggetto discende dalle Cucine fiamminghe di Aertsen o Beuckelaer, allora note a Genova. Si tratta di una scena di genere, ossia un semplice soggetto di vita quotidiana, che ne implicò una collocazione defilata all'interno della collezione Brignole-Sale secondo la gerarchia dei generi all'epoca in voga che prevedeva la superiorità dei soggetti storici o religiosi. L'altissima qualità pittorica porta invece oggi i critici a considerarla fra le più notevoli realizzazioni dello Strozzi e più in generale del Barocco italiano.
La tipologia di volatili raffigurati da sinistra e in senso antiorario sono: tacchini, picconi, oca e anatre, che rientrano tutti nella tipologia degli animali da cortile fornendo indicazioni sulle specie allevate nella scarsa campagna genovese. 
Altre interpretazioni proposte, che ne vorrebbero un'allegoria dei cinque sensi, o dei quattro elementi, non sono ritenute convincenti dalla critica prevalente.